# 上海电影资料馆
上海电影资料馆，位于上海市的一所保存及展覽電影及相關資料的博物館。

## 历史
该馆始建于1987年12月，目前地址位于上海市新华路160号，隶属上海文化广播影视集团。其主要负责收集、整理、保管和利用各个时期的中国大陆以及自大陆境外引进如大陆的电影以及影片相关文字、图片和影像资料，主要为上海影视界创作生产提供专业服务。